# جائزة سان مارينو الكبرى للدراجات النارية 2012
جائزة سان مارينو الكبرى للدراجات النارية 2012 هو سباق دراجات نارية أقيم بتاريخ 16 سبتمبر 2012 في حلبة ميزانو الدولية. كان الجولة الثالثة عشر من أصل 18 في سباق الجائزة الكبرى للدراجات النارية موسم 2012. فاز خورخي لورنزو بفئة الموتو جي بي بينما جاء فالنتينو روسي في المركز الثاني وحصل على المركز الثالث ألفارو باوتيستا. فاز بفئة الموتو 2 الإسباني مارك ماركيث بينما فاز بفئة الموتو 3 الألماني ساندرو كورتيز.

## وصلات خارجية
- الموقع الرسمي